# Département Capital (Santiago del Estero)
Pour les articles homonymes, voir Département Capital.
Le département Capital est une des 27 subdivisions de la province de Santiago del Estero, en Argentine. Son chef-lieu est la ville de Santiago del Estero.
Le département a une superficie de 2 116 km2. Sa population s'élevait à 244 567 habitants en 2001.

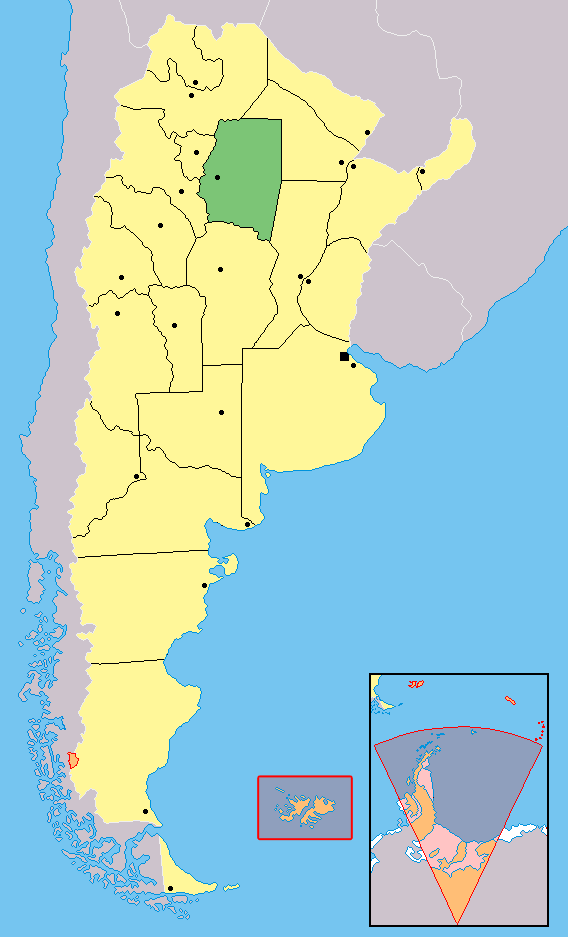
Localisation de la province de Santiago del Estero en Argentine